# 공중전 기동

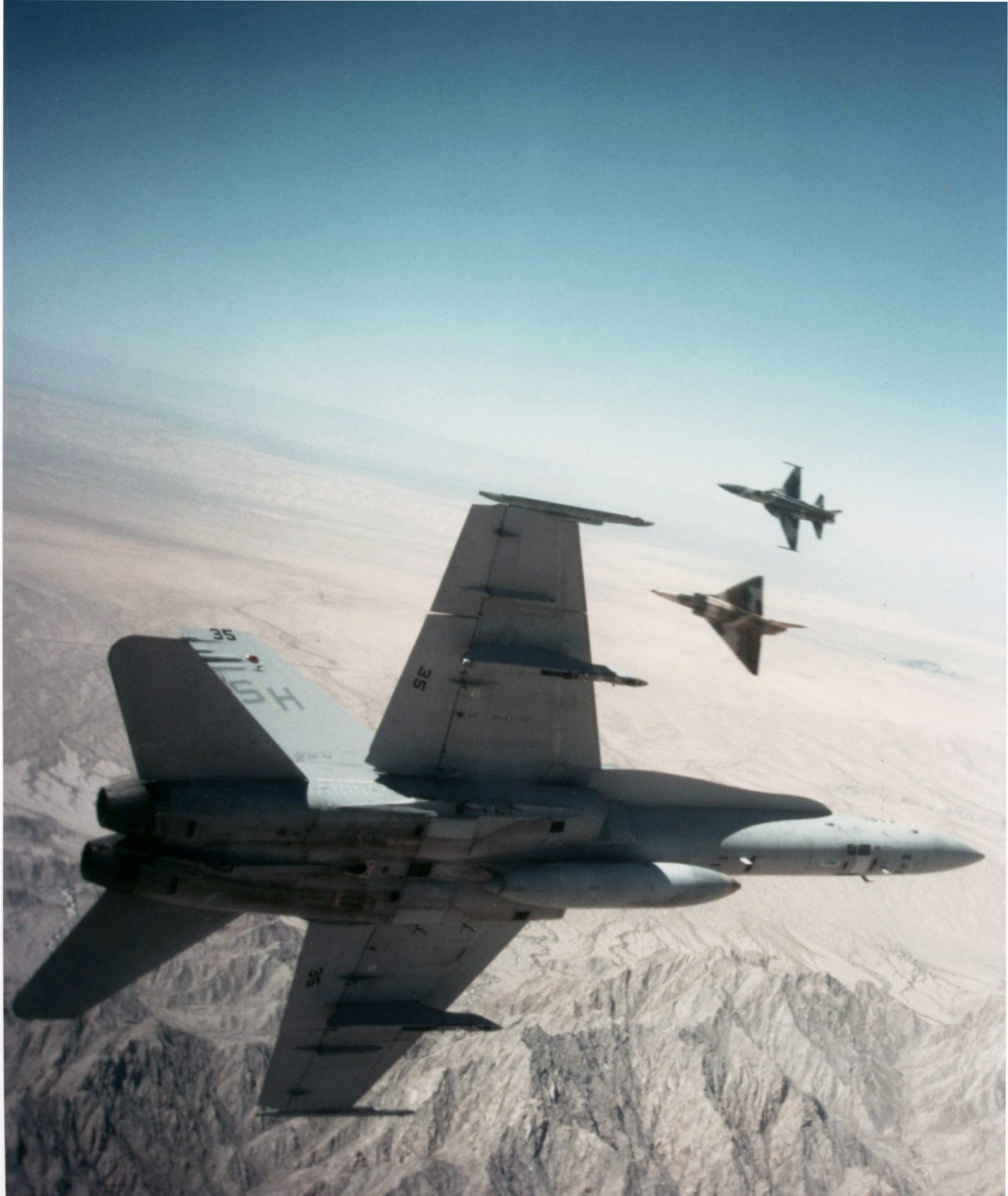
1989년 미국 해병대의 F/A-18A 호넷이 마린 코프스 에어 스테이션 유마 근처에서 IAI 크피르 및 F-5E 타이거 II 가상적기와 공중전 기동 훈련에 참여하는 모습

공중전 기동(Air combat manoeuvring, ACM)은 다른 항공기를 공격할 수 있는 위치를 확보하기 위해 전투기를 움직이고, 돌고, 배치하는 전술이다. 일반적으로 도그파이트와 연관되는 공중전 기동은 공중에서 적에게 우위를 점하기 위해 공세 및 방어 기본 전투 기동(BFM)에 의존한다.

## 역사 개요
군용 항공은 제1차 세계 대전에서 시작되었으며, 당시 항공기는 처음에는 적 병력 집중, 야포 위치 및 움직임을 파악하는 데 사용되었다. 초기 공중전은 조종사들이 손에 든 무기로 서로를 쏘는 방식으로 이루어졌다. 1914년 10월 5일, 다른 항공기에 의해 격추된 최초의 기록된 항공기는 독일의 아비아틱 B.I였다. 조종사인 펠트베벨 빌헬름 슐리히팅은 조셉 프랑스 병장이 조종하는 프랑스 부아쟁 III에 탑승한 관측자 루이 케노가 휘두른 카빈총에 맞아 격추되었다. 적 항공기가 수행하는 수색정찰을 막아야 할 필요성으로 인해 다른 항공기를 파괴하기 위해 특별히 설계된 항공기인 전투기 개발이 빠르게 이루어졌다.
고정된 전방 발사 총은 제1차 세계 대전 시대 전투기의 대부분에 가장 효과적인 무기로 밝혀졌지만, 자신의 비행기를 파괴하지 않고 자신의 항공기 회전하는 프로펠러를 통해 발사하는 것은 거의 불가능했다. 롤랑 가로스는 모란 솔니에르 항공기와 협력하여 프로펠러에 강철 디플렉터 쐐기를 부착하여 이 문제를 처음으로 해결했다. 그는 3킬을 달성했지만 지상 사격으로 격추되어 독일군 전선 뒤에 착륙했다. 안토니 포커는 비행기 잔해를 조사하여 총의 발사 메커니즘을 엔진 타이밍에 연결하여 프로펠러와 접촉하지 않고 프로펠러를 통해 총을 발사할 수 있도록 설계를 개선하는 방법을 배웠다. 기술이 빠르게 발전함에 따라, 막스 이멜만, 오스발트 뵐케, 라노 호커와 같은 새롭고 젊은 조종사들은 공대공 전투의 영역을 정의하기 시작했다. 제1차 세계 대전의 가장 위대한 "에이스 조종사" 중 한 명인 만프레트 폰 리히트호펜 남작(붉은 남작)은 그의 저서 '붉은 전투 조종사'에서 "공중전에서 가장 중요한 것은 결정적인 요소가 현란한 비행에 있는 것이 아니라 오로지 조종사의 개인적인 능력과 에너지에 있다는 것이다. 비행사는 루프와 상상할 수 있는 모든 묘기를 할 수 있지만, 단 한 명의 적도 격추시키는 데 성공하지 못할 수도 있다."라고 썼다.
조종사들은 곧 적 항공기 뒤로 기동하여 발사 위치(적 총의 위협을 피하면서)를 확보하는 방법을 배웠다. 이는 항공기의 "6시 방향" 또는 "꼬리"에 접근하는 것으로 알려져 있으며, 이 외에도 일반적으로 항공 승무원이 만든 다양한 용어가 있다. 이러한 유형의 전투는 도그파이트로 알려졌다. 제1차 세계 대전 중 독일 제국의 전투기 에이스인 오스발트 뵐케는 1916년 뵐케 지침으로 알려진 공중전 기동의 기본 규칙을 최초로 발표했다. 그는 조종사들에게 태양 방향(방어하는 조종사가 볼 수 없는 방향)에서 공격하거나 적보다 더 높은 고도에서 비행하라고 조언했다. 이 규칙들 대부분은 한 세기 전과 마찬가지로 오늘날에도 여전히 유효하다.
오늘날의 공중전은 공대공 미사일, 레이더, 고속 연사가 가능한 자동 기관포가 거의 모든 현대 전투기에 사용되면서 예전보다 훨씬 복잡해졌다. 자신의 항공기의 도플러 신호를 최소화하여 레이더 락온을 깨거나("적을 3시 또는 9시 방향에 유지"), 다가오는 미사일의 운동 에너지를 소진시키기 위한(항공기의 항로를 좌우로 변경하여, 미사일은 목표물로 직접 비행하는 것이 아니라 이를 방해하려 할 것이고, 더 급한 선회를 하게 되며 결국 더 긴 경로를 비행해야 할 것이다) 새롭고 추가적인 유형의 기동들이 등장했다. 그러나 적외선 유도 미사일과 항공기 기관포를 사용한 근거리 전투는 여전히 20세기 초 유럽 상공에서 정해진 동일한 일반 규칙을 따른다. 핵심 규칙은 여전히 동일하다: 적이 같은 행동을 하지 못하게 하면서 적의 후방에 도달하는 것이다.
근거리 전투 전술은 사용되는 항공기의 유형과 관련된 항공기의 수에 따라 상당히 다르다.

## 전술

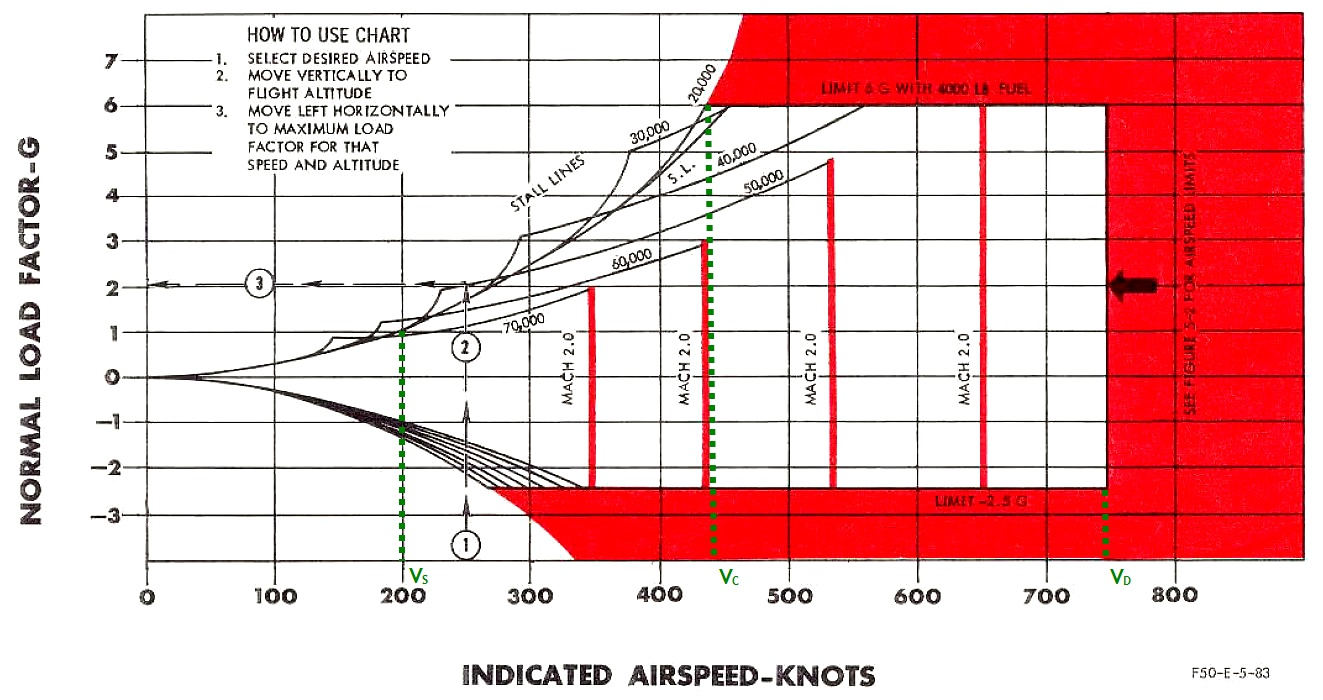
V_{S} (1G에서의 실속 속도), V_{C} (코너 속도) 및 V_{D} (급강하 속도)를 보여주는 비행 엔벨로프 다이어그램

조종사는 공중 교전을 고려할 때 다섯 가지를 염두에 두어야 하며, 이 중 적을 보고 시야를 유지하는 것이 가장 중요하다. 동남아시아에서는 모든 격추의 85% 이상이 공격자가 수비자를 발견하고 사격하여 한 번도 발견되지 않은 상태에서 이루어진다. 공격 및 방어 전투기의 구조적 한계, 예를 들어 추력 대 중량비, 익면하중, 그리고 "코너 속도"(항공기가 최상의 선회 성능을 달성할 수 있는 최대 또는 최소 속도)를 고려해야 한다. 선회 반경, 선회율, 항공기의 비에너지와 같은 가변적인 한계도 고려해야 한다. 방향, 꼬리로부터의 각도(비행 경로 사이의 각도) 및 접근 속도를 포함한 항공기의 위치를 신속하게 평가해야 한다. 또한 조종사는 윙맨의 위치를 인식하고 좋은 통신을 유지해야 한다.
전투 중인 조종사는 신중하게 타이밍을 맞추고 실행된 기동을 통해 항공기의 에너지를 보존하려고 한다. 이러한 기동을 사용하여 조종사는 항공기의 위치 에너지(고도)와 운동 에너지(대기 속도) 사이에서 종종 균형을 이루며, 항공기의 에너지 대 중량비 또는 "비에너지"를 유지한다. "로우 요요"와 같은 기동은 고도를 대기 속도로 교환하여 적에게 접근하고 선회 반경을 줄인다. 반대 기동인 "하이 요요"는 속도를 높이로 교환하여 문자 그대로 에너지를 "고도 은행"에 저장하며, 이는 빠르게 움직이는 공격자가 접근 속도를 줄일 수 있게 한다.
공격자는 적을 추격하는 세 가지 가능한 방법에 직면하며, 이 모든 방법은 추격 중에 매우 중요하다. "후방 추격"은 공격기 기수가 적의 꼬리 뒤를 가리킬 때 선회 중에 발생한다. 후방 추격은 공격자가 오버슛 없이 거리를 늘리거나 유지할 수 있게 한다. "선두 추격"은 공격기 기수가 적의 앞을 가리킬 때 선회 중에 발생한다. 선두 추격은 항공기 간의 거리를 줄이는 데 사용되며, 총 공격 시 기관포가 방어하는 곳이 아니라 탄환이 도달할 때 적이 있을 곳을 겨냥해야 할 때 사용된다. "순수 추격"은 공격기 기수가 방어하는 곳을 직접 가리킬 때 발생한다. 순수 추격은 대부분의 미사일이 발사될 때이며, 유지하기 가장 어려운 위치이다. 이들은 추격 곡선으로 알려져 있다.

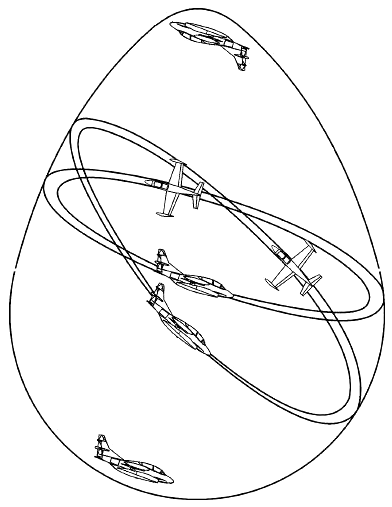
전술적 달걀은 기동에 미치는 중력의 영향을 보여준다

도그파이트의 선회 전투는 무한한 기하학적 평면에서 실행될 수 있다. 조종사들은 기동을 엄격하게 수직 및 수평 평면에서 벗어나 무한한 경사 평면을 사용하도록 권장되는데, 이는 적이 추적하기 훨씬 더 어렵다. 항공기가 선회하는 고정된 지점 주변의 이러한 무한한 평면을 "포스트 앤 버블"이라고 한다. 항공기와 가상의 포스트 사이에 위치를 유지할 수 있는 전투기는 그 항공기에 의해 공격받을 수 없다. 그러나 가상의 버블은 중력에 의해 변형되어 상단에서는 훨씬 더 단단하고 느린 선회가, 하단에서는 더 넓고 빠른 선회가 발생하며, 때로는 "전술적 달걀"이라고도 불린다.
공격자가 사용하는 기동은 수비자가 회피하거나 적에 대해 전술적 우위를 확보하는 데도 사용될 수 있다. 요, 항력, 양력, 추력 벡터와 같은 다른 요소도 항공기를 기동하는 데 사용될 수 있다. 모든 전투의 핵심 요소는 "기수-꼬리 분리"이다. 무기를 발사할 만큼 충분히 가까이 접근하면서, 공격자는 조준을 잘 하고 오버슛을 방지하기 위해 항공기의 기수를 수비자의 꼬리에서 충분히 멀리 떨어뜨려야 한다. 마찬가지로 수비자는 오버슛을 유도하기 위해 사용 가능한 모든 기동을 사용하여 자신의 역할을 공격자로 바꾸려고 한다.

## 기동 예시

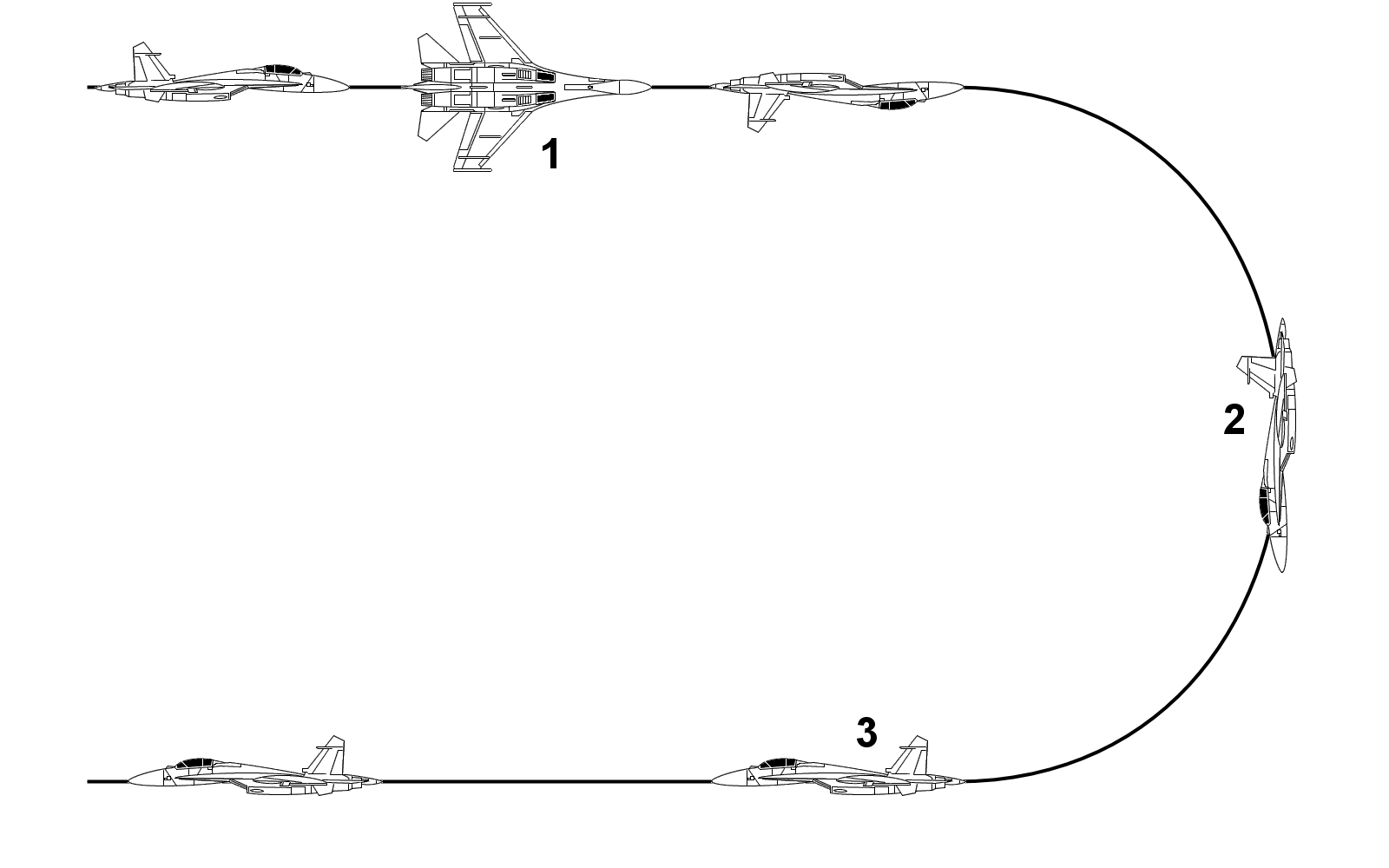
스플릿 S의 개략도: 1. 180° 롤
2. 하프 루프
3. 수평 비행 진입

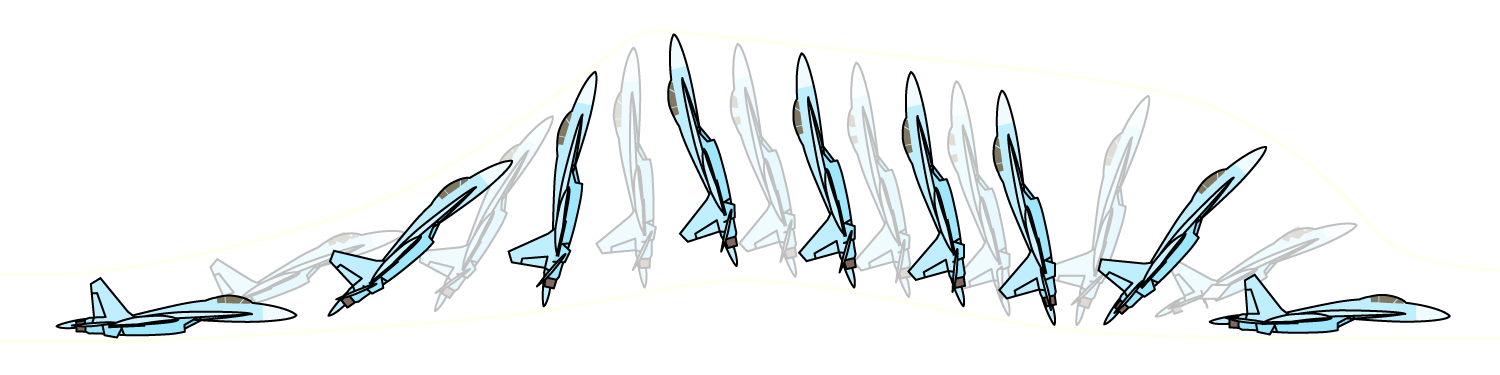
Su-27 플랭커가 수행하는 코브라 기동

1. 180° 롤
2. 하프 루프
3. 수평 비행 진입

- 기본:
  - 전투 대형
  - 피치백
  - 벨 테일슬라이드
  - 스플릿 S
  - 이멜만 반전
  - 새치 위브
  - 가위 기동
  - 샹델

- 복합:
  - 하이 요요
  - 로우 요요
  - 지연 변위 롤 (하이-G 배럴 롤)
  - 코브라 기동
  - 코브라 턴
  - 쿨비트
  - 헤르프스트 기동
  - 히네리코미

## 같이 보기
- 항공 문서 색인
- 기본 전투 기동